# Bengt Djurberg
Bengt Ludvig Djurberg, född 23 juli 1898 i Maria Magdalena församling i Stockholm, död 2 november 1941 i Stockholm, var en svensk skådespelare och sångare.

## Biografi
Bengt Djurberg studerade först drama för Maria Schildknecht och blev 1916 antagen vid Dramatens elevskola.
Efter studierna engagerades Djurberg vid teatrar i Åbo och Helsingfors och efter återkomsten till Sverige vid Blancheteatern, Komediteatern, Nya Intima teatern, Folkteatern och Dramaten. Han filmdebuterade 1919 i Mauritz Stillers Sången om den eldröda blomman och kom att medverka i drygt 25 filmproduktioner. Bengt Djurberg medverkade även i två norska stumfilmer, Trollälgen och Cafe X.
Han var son till läkaren Fredrik Vilhelm Djurberg och bror till skådespelaren Barbro Djurberg, samt genom henne svåger till skådespelaren Arnold Sjöstrand. Bengt Djurberg var gift med skådespelaren Alli Halling 1931–1938. 
Djurberg avled 43 år gammal av cancer. Han är begravd på Norra begravningsplatsen i Stockholm. TV-producenten Lars Boberg var systerson till Djurberg och har i sin blogg "Farfarsbloggen" redogjort för Djurbergs sista tid.

## Filmografi
- 1919 – Sången om den eldröda blomman
- 1923 – Johan Ulfstjerna
- 1925 – Karl XII
- 1925 – Karl XII del II
- 1925 – Ingmarsarvet
- 1926 – Ebberöds bank
- 1927 – Trollälgen
- 1927 – Gustaf Wasa del II
- 1928 – Cafe X
- 1929 – Smid medan järnet är varmt (kortfilm)
- 1929 – Hjärtats triumf
- 1929 – Den starkaste
- 1930 – Fridas visor
- 1930 – Den gamla gården (kortfilm)
- 1931 – En kärleksnatt vid Öresund
- 1931 – Skepparkärlek
- 1932 – En amerikansk tragedi (svensk röst för Clyde Griffiths)
- 1932 – Vi som går köksvägen
- 1932 – Pojkarna på Storholmen
- 1933 – Bomans pojke
- 1933 – Två man om en änka
- 1935 – Ebberöds bank
- 1936 – 33.333
- 1936 – Familjen som var en karusell
- 1937 – Katt över vägen (kortfilm)
- 1937 – Skicka hem nr. 7
- 1937 – John Ericsson - segraren vid Hampton Roads
- 1939 – Sjöcharmörer
- 1939 – Mot nya tider
- 1939 – Filmen om Emelie Högqvist
- 1940 – Hanna i societén
- 1940 – Kronans käcka gossar
- 1951 – Livat på luckan (klippfilm)

## Teater

### Roller
| År   | Roll                            | Produktion                                                        | Regi               | Teater                       |
| ---- | ------------------------------- | ----------------------------------------------------------------- | ------------------ | ---------------------------- |
| 1920 | Regissören                      | Kiki André Picard                                                 | Ernst Eklund       | Blancheteatern               |
| 1920 | Andra kungen                    | Prinsessans visa Anna Wahlenberg                                  | Gustaf Nessler     | Svenska Teatern, Helsingfors |
| 1920 | Arthur Preece                   | Milstolpar (Milestones) Arnold Bennett                            | Helge Wahlgren     | Svenska Teatern, Helsingfors |
| 1921 | Vosnjesenski En ung advokat     | Det levande liket Lev Tolstoj                                     | Alexander Moissi   | Blancheteatern               |
| 1921 | Konung Henrik av Rubinien       | Askungen Ludvig Brandstrup                                        | Arthur Natorp      | Blancheteatern               |
| 1922 | Leonard y Gomez                 | Madame Sherry Hugo Felix, Maurice Ordonneau, Benno Jacobson       | Ernst Eklund       | Blancheteatern               |
| 1922 | Charley Wykeham                 | Charleys tant Brandon Thomas                                      | Elis Ellis         | Blancheteatern               |
| 1922 | Alwa                            | Lulu Frank Wedekind                                               | Maria Orska        | Blancheteatern               |
| 1922 | En sekreterare                  | Riddar Blåskäggs åttonde hustru Alfred Savoir                     | Olof Molander      | Dramaten                     |
| 1922 | Gustou                          | Äventyret Gaston Arman de Caillavet och Robert de Flers           | Karl Hedberg       | Dramaten                     |
| 1923 | Styrmannen                      | Din nästas fästmö Adelaide Matthews och Anne Nichols              | Ernst Eklund       | Blancheteatern               |
| 1923 | Westerkvist, vice häradshövding | Rika morbror August Blanche                                       | Albert Ståhl       | Blancheteatern               |
| 1924 | Giglais                         | Portiern på Maxim Yves Mirande, Gustave Quinson och Henri Geroule | Ernst Eklund       | Blancheteatern               |
| 1924 |                                 | Dulcie George S. Kaufman och Marc Connelly                        | Einar Fröberg      | Komediteatern                |
| 1924 | Baron Adolf von Gedda           | Kungens amour Brita von Horn                                      | Mathias Taube      | Komediteatern                |
| 1925 | Brian Strange                   | Mr Pim tittar in A.A. Milne                                       | Mathias Taube      | Blancheteatern               |
| 1929 | Geoffry Hammond                 | Brevet W. Somerset Maugham                                        | Harry Roeck-Hansen | Blancheteatern               |
| 1930 | Folke                           | Krasch Erik Lindorm                                               | Sigurd Wallén      | Folkteatern                  |
| 1931 | Evald                           | 33.333 Algot Sandberg                                             | Sigurd Wallén      | Folkteatern                  |

## Diskografi
- Dansen på Frösö. Vals av Sven Landahl - Sverker Ahde, Sylvains populärorkester, Odeon, 1930.
- Stjärneblänk. Vals av Sven Landahl - Sverker Ahde, Sylvains populärorkester, Odeon, 1930.
- Souvenir (En liten bunt med små biljetter). Foxtrot av Sune - Karl-Ewert, Sylvains populärorkester, Odeon, 1930.
- Svunnen lycka. Vals av Sven Landahl - Sten Munthe, Odeon, 1931.
- Liksom en blå förgätmigej. Sångvals av Sven Landahl - Sverker Ahde, Odeon, 1931.
- Flickan hon dansar. Vals ur filmen Pojkarna på Storholmen, Parlophon, 1932.
- Hos den vackraste flickan jag sett. Vals av E. Alqvist, Parlophon, 1932.
- Eko, vill du svara mej. Duett med Tutta Rolf. Vals av G. Enders - Nils Georg ur filmen Vi som går köksvägen, Odeon, 1933.
- Min första vals med Ann-Marie. Vals av Emil Eriksson, Odeon, 1933.

### Fotnoter
1. ↑   Sveriges dödbok 1901–2009 Swedish death index 1901–2009 (Version 5.0). Solna: Sveriges Släktforskarförbund. 2010. Libris 11931231
2. 1 2  ”Bengt Djurberg”. Svensk Filmdatabas. http://www.sfi.se/sv/svensk-filmdatabas/Item/?type=PERSON&itemid=58729&ref=%2ftemplates%2fSwedishFilmSearchResult.aspx%3fid%3d1225%26epslanguage%3dsv%26searchword%3dBengt+Djurberg%26type%3dPerson%26match%3dBegin%26page%3d1%26prom%3dFalse. Läst 22 februari 2013.
3. ↑  Luterkort, Ingrid (1998). Om igen, herr Molander!: Kungl. Dramatiska teaterns elevskola 1787-1964. Monografier utgivna av Stockholms stad, 0282-5899 ; 135. Stockholm: Stockholmia. Libris 7593289. ISBN 91-7031-085-8
4. ↑  ”Dramaten: Rollboken”. Arkiverad från originalet den 10 augusti 2017. https://web.archive.org/web/20170810210126/http://www.dramaten.se/medverkande/rollboken/Person/2460. Läst 10 augusti 2017.
5. ↑  Lars Boberg i Farfarsbloggen 18 mars 2012: Morfar och hans familj, läst 11 november 2018
6. ↑  Hitta graven
7. ↑  ”Kiki”. Musikverket. http://calmview.musikverk.se/CalmView/Record.aspx?src=CalmView.Performance&id=PERF22054&pos=1. Läst 4 april  2016.
8. 1 2  ”Litteratur och konst: Svenska teatern”. Hufvudstadsbladet:  s. 10. 24 december 1920. https://digi.kansalliskirjasto.fi/sanomalehti/binding/1394716?page=10. Läst 29 december 2024.
9. ↑  ”Fedja eller Det levande liket”. Musikverket. http://calmview.musikverk.se/CalmView/Record.aspx?src=CalmView.Performance&id=PERF22051&pos=5. Läst 4 april  2016.
10. ↑  ”Askungen”. Musikverket. http://calmview.musikverk.se/CalmView/Record.aspx?src=CalmView.Performance&id=PERF22153&pos=8. Läst 4 april  2016.
11. ↑  ”Madame Sherry”. Musikverket. http://calmview.musikverk.se/CalmView/Record.aspx?src=CalmView.Performance&id=PERF22154&pos=9. Läst 4 april  2016.
12. ↑  ”Charleys tant”. Musikverket. http://calmview.musikverk.se/CalmView/Record.aspx?src=CalmView.Performance&id=PERF22155&pos=10. Läst 4 april  2016.
13. ↑  ”Lulu”. Musikverket. http://calmview.musikverk.se/CalmView/Record.aspx?src=CalmView.Performance&id=PERF22052&pos=11. Läst 4 april  2016.
14. ↑  ”Din nästas fästmö”. Musikverket. http://calmview.musikverk.se/CalmView/Record.aspx?src=CalmView.Performance&id=PERF22053&pos=16. Läst 4 april  2016.
15. ↑  ”Teater och Musik”. Dagens Nyheter:  s. 6. 24 november 1923. http://arkivet.dn.se/arkivet/tidning/1923-12-24/350/6. Läst 26 juli 2015.
16. ↑  ”Portiern på Maxim”. Musikverket. http://calmview.musikverk.se/CalmView/Record.aspx?src=CalmView.Performance&id=PERF22164&pos=23. Läst 5 april 2016.
17. ↑  ”'Dulcie' på Komediteatern”. Dagens Nyheter:  s. 7. 2 september 1924. http://arkivet.dn.se/arkivet/tidning/1924-09-02/239/7. Läst 27 juli 2015.
18. ↑  ”Teater och Musik”. Dagens Nyheter:  s. 12. 3 december 1924. http://arkivet.dn.se/arkivet/tidning/1924-12-03/331/12. Läst 28 juli 2015.
19. ↑  ”Teater och Musik”. Dagens Nyheter:  s. 11. 5 december 1924. http://arkivet.dn.se/arkivet/tidning/1924-12-05/333/11. Läst 28 juli 2015.
20. ↑  ”Mr Pim tittar in”. Musikverket. http://calmview.musikverk.se/CalmView/Record.aspx?src=CalmView.Performance&id=PERF22169&pos=30. Läst 5 april 2016.
21. ↑  ”Scen och Film”. Dagens Nyheter:  s. 13. 29 november 1929. http://arkivet.dn.se/arkivet/tidning/1929-11-29/326/13. Läst 7 april 2016.
22. ↑  ”Teater Musik och Film: 'Krasch' har premiär i morgon”. Dagens Nyheter:  s. 9. 9 juli 1930. http://arkivet.dn.se/arkivet/tidning/1930-07-09/182/9. Läst 2 februari 2016.
23. ↑  ”'33.333' i morgon”. Dagens Nyheter:  s. 7. 27 augusti 1931. http://arkivet.dn.se/arkivet/tidning/1931-08-27/231/7. Läst 3 januari 2016.